# Протектор (мілина)

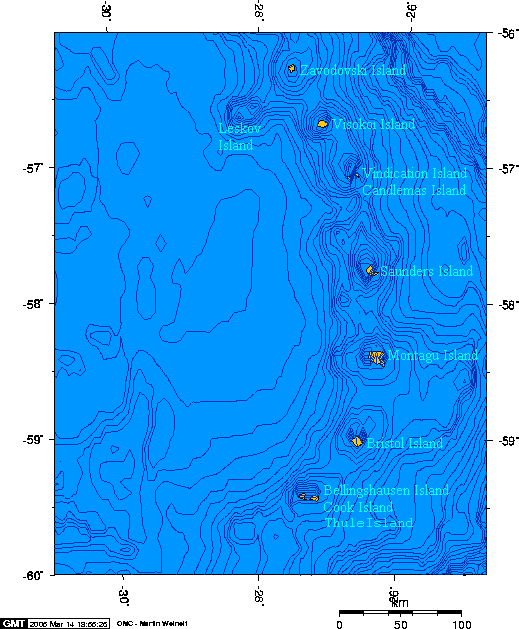
Південні Сандвічеві острови

Протектор — підводний вулкан, який полого підіймається з глибини океану на 1200 м, але на 55 метрів нижче рівня моря приблизно. Підводний вулкан знаходиться за 50 км напівнічний захід від острова Завадовський у пасмі Південних Сандвічевих островів. Останнє виверження відбулося в березні 1962 року. Протектор — єдиний вулкан у дузі, який вивергав ріолітову пемзу.

## Дивіться також
- Список вулканів Південних Сандвічевих островів